# 现任中国共产党新疆维吾尔自治区地级行政区委员会书记列表

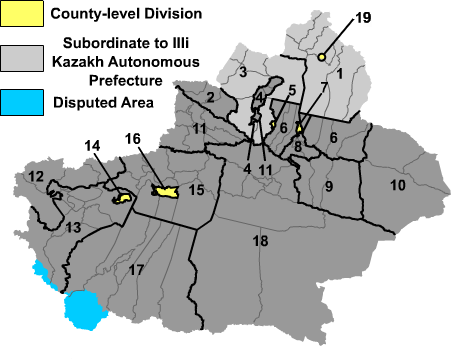
以新疆维吾尔自治区地級行政區來劃分，
具體請見：「新疆维吾尔自治区」條目，
「行政區劃」章節

本列表列出中国共产党新疆维吾尔自治区14個地級行政區委员会的現任书记。該自治区的4个地級市的市委书记、5个自治州的州委书记以及5个地区的地委书记均由唯一執政黨中國共產黨的黨員出任，是該市（地区）政治建制內的实际最高负责人，被称为“一把手”。
现任地级行政区党委书记中，有1位是女性，即中国共产党伊犁哈萨克自治州委员会书记蒲雪梅；有1位是少数民族，即中国共产党吐鲁番市委员会书记马学良，为回族，任职时间最长的是中国共产党巴州委员会书记任广鹏，自2021年1月19日起任职，迄今4年1个月；任职时间最短的是中国共产党博州委员会书记王贵驷，自2023年9月17日起任职，迄今1年5个月。

## 地级市市委书记
| 中共地级市市委 （历任书记）                 | 市委书记        | 上任日期 （任职时间）       | 出生年月            | 是否在 区委兼职 | 信息源 |
| ------------------------------------------- | --------------- | --------------------------- | ------------------- | --------------- | ------ |
| 中国共产党乌鲁木齐市委员会 （市委书记列表） | 何忠友          | 2023年5月13日 （1年10个月） | 1965年11月 （59歲） | 是              | [ 1 ]  |
| 中国共产党克拉玛依市委员会 （市委书记列表） | 石岗            | 2022年12月25日 （2年2个月） | 1966年3月 （59歲）  |                 | [ 2 ]  |
| 中国共产党吐鲁番市委员会 （市委书记列表）   | 马学良 （回族） | 2022年6月28日 （2年8个月）  | 1971年2月 （54歲）  |                 | [ 3 ]  |
| 中国共产党哈密市委员会 （市委书记列表）     | 孙涛            | 2022年5月27日 （2年9个月）  | 1974年11月 （50歲） |                 | [ 4 ]  |

## 自治州州委书记
| 中共自治州州委 （历任书记）             | 州委书记      | 上任日期 （任职时间）       | 出生年月           | 是否在 区委兼职 | 信息源 |
| --------------------------------------- | ------------- | --------------------------- | ------------------ | --------------- | ------ |
| 中国共产党伊犁州委员会 （州委书记列表） | 蒲雪梅 （女） | 2022年4月22日 （2年10个月） | 1966年1月 （59歲） |                 | [ 5 ]  |
| 中国共产党克州委员会 （州委书记列表）   | 王学东        | 2022年8月1日 （2年7个月）   |                    |                 | [ 6 ]  |
| 中国共产党博州委员会 （州委书记列表）   | 王贵驷        | 2023年9月17日 （1年5个月）  |                    |                 | [ 7 ]  |
| 中国共产党巴州委员会 （州委书记列表）   | 任广鹏        | 2021年1月19日 （4年1个月）  | 1971年4月 （53歲） |                 | [ 8 ]  |
| 中国共产党昌吉州委员会 （州委书记列表） | 曾艳阳        | 2023年3月28日 （1年11个月） | 1977年2月 （48歲） |                 | [ 9 ]  |

## 地区地委书记
| 中共地区地委 （历任书记）                   | 地委书记 | 上任日期 （任职时间）       | 出生年月           | 是否在 区委兼职 | 信息源 |
| ------------------------------------------- | -------- | --------------------------- | ------------------ | --------------- | ------ |
| 中国共产党阿克苏地区委员会 （地委书记列表） | 王刚     | 2022年4月29日 （2年10个月） | 1973年9月 （51歲） |                 | [ 10 ] |
| 中国共产党喀什地区委员会 （地委书记列表）   | 聂壮     | 2022年6月12日 （2年9个月）  | 1972年3月 （53歲） |                 | [ 11 ] |
| 中国共产党塔城地区委员会 （地委书记列表）   | 魏建国   | 2022年1月23日 （3年1个月）  | 1968年4月 （56歲） |                 | [ 12 ] |
| 中国共产党阿勒泰地区委员会 （地委书记列表） | 谢少迪   | 2022年12月26日 （2年2个月） | 1971年4月 （53歲） |                 | [ 13 ] |
| 中国共产党和田地区委员会 （地委书记列表）   | 刘琛     | 2021年11月26日 （3年3个月） |                    |                 | [ 14 ] |